# Епархия Юйцзяна
Епархия Юйцзяна (лат. Dioecesis Iuchiamensis) — епархия Римско-Католической церкви c центром в городе Юйцзян, Китай. Епархия Юйцзяна входит в митрополию Наньчана.

## История
28 августа 1886 года Святой Престол учредил апостольский викариат Восточного Цзянси, выделив его из апостольского викариата Северного Цзянси (сегодня — Архиепархия Наньчана).
Позднее апостольский викариат Восточного Цзянси дважды был переименован: в 1920 году — в апостольский викариат Фучжоу и в 1921 году — в апостольский викариат Юйцзяна.
29 ноября 1932 года апостольский викариат Юйцзяна передал часть своей территории апостольской префектуре Цзяньчанфу (сегодня — Епархия Наньчэна).
11 апреля 1946 года Римский папа Пий XII издал буллу Quotidie Nos, которой преобразовал апостольский викариат Юйцзяна в епархию.
В 1990 году священник Томас Цзэн Цзиньму был назначен Святым Престолом ординарием епархии Юйцзяна. За свою подпольную деятельность епископ Томас Цзэн Цзиньму несколько раз арестовывался и длительное время находился в заключении 

## Ординарии епархии
- епископ Casimir Vic (11.07.1885 — 2.06.1912);
- епископ Jean-Louis Clerc-Renaud (19.08.1912 — 5.01.1928);
- епископ Edward T. Sheehan (4.02.1929 — 9.09.1933);
- епископ Paul Bergan Misner (10.12.1934 — 3.11.1938);
- епископ William Charles Quinn (28.05.1940 — 12.03.1960);
  - Sede vacante (12.03.1960 — 1990);
- епископ Томас Цзэн Цзиньму (1990 — по настоящее время).

## Источник
- Annuario Pontificio, Libreria Editrice Vaticana, Città del Vaticano, 2003, ISBN 88-209-7422-3
- Булла Quotidie Nos, AAS 38 (1946), стр. 301  (лат.)